# آرتور هابارد
آرتور هابارد (انگلیسی: Arthur Hubbard؛ 8 April 1911 – 1972 (aged 61)) بازیکن فوتبال اهل بریتانیا بود.
از باشگاه‌هایی که در آن بازی کرده‌است می‌توان به باشگاه فوتبال دانستیبل تاون، باشگاه فوتبال لوتون تاون، و باشگاه فوتبال بیرمنگام سیتی اشاره کرد.